# Scopariinae
A Scopariinae a valódi lepkék közül a fényiloncafélék (Pyralidae) családjának egyik alcsaládja több mint két tucat nemmel. Korábban a fűgyökérrágó lepkék (Crambidae) családjába sorolták őket, amíg az egész taxont be nem olvasztották a fényiloncafélék közé.
Magyarul a fajok többségét valamilyen mohailoncának, néhányukat zuzmóiloncának nevezik.

## Származásuk, elterjedésük
A fajok többsége trópusi, illetve szubtrópusi. Európában 7 nemük fajai élnek.

## Magyarországi fajok
Cholius (Guénée, 1845)
- sárga mohailonca (Cholius luteolaris, Ch. ochrealis, Scoparia luteolaris[6] Scopoli, 1772) — Magyarországon közönséges (Buschmann, 2004; Pastorális, 2011; Pastorális & Szeőke, 2011);

Scoparia Haworth, 1811
- hamvas mohailonca (Scoparia pyralella S. arundinata, S. dubitalis Denis & Schiffermüller, 1775) — Magyarországon közönséges (Fazekas, 2001; Buschmann, 2004; Pastorális, 2011; Pastorális & Szeőke, 2011);
- szürkés mohailonca (Scoparia conicella La Harpe, 1863) — Magyarországon szórványos (Pastorális, 2011);
- keleti mohailonca (Scoparia ingratella Zeller, 1846) — Magyarországon sokfelé előfordul (Buschmann, 2004; Pastorális, 2011);
- apró mohailonca (Scoparia ancipitella, S. ulmella La Harpe, 1855) — Magyarországon közönséges (Pastorális, 2011);
- barnás mohailonca (Scoparia ambigualis Treitschke, 1829) — Magyarországon sokfelé előfordul (Pastorális, 2011; Pastorális & Szeőke, 2011);
- nagy mohailonca (Scoparia subfusca, S. cembrae Haworth, 1811) — Magyarországon közönséges (Fazekas, 2001; Buschmann, 2004; Pastorális, 2011; Pastorális & Szeőke, 2011);
- tarka mohailonca (Scoparia basistrigalis Knaggs, 1866) — Magyarországon közönséges (Fazekas, 2001; Buschmann, 2004; Pastorális, 2011; Pastorális & Szeőke, 2011);

Gesneria (Hb., 1825
- nagy zuzmóilonca (Gesneria centuriella Denis & Schiffermüller, 1775) — Magyarországon sokfelé előfordul (Fazekas, 2001; Pastorális, 2011; Pastorális & Szeőke, 2011);

Eudonia (Billberg, 1820)
- törpe zuzmóilonca (Eudonia mercurella, E. mercurea L., 1758) — Magyarországon közönséges (Fazekas, 2001; Buschmann, 2004; Pastorális, 2011; Pastorális & Szeőke, 2011);
- fehér mohailonca (Eudonia lacustrata, E. crataegella, E. centurionalis, Dipleurina lacustrata,[6][7] Panzer, 1804) — Magyarországon közönséges (Fazekas, 2001; Buschmann, 2004; Pastorális, 2011; Pastorális & Szeőke, 2011);
- cifra mohailonca (Eudonia laetella Zeller, 1846) — Magyarországon szórványos (Pastorális, 2011);
- karcsú mohailonca (Eudonia sudetica Zeller, 1839) — Magyarországon többfelé előfordul (Pastorális, 2011);
- fali zuzmóilonca (Eudonia murana Curtis, 1827) — Magyarországon többfelé előfordul (Pastorális, 2011);
- szürke mohailonca (Eudonia truncicolella Stainton, 1849) — Magyarországon közönséges (Buschmann, 2004; Pastorális, 2011; Pastorális & Szeőke, 2011);
- mocsári mohailonca (Eudonia pallida Curtis, 1827) — Magyarországon közönséges (Pastorális, 2011);